# Indian Super League 2021-2022
Navigation
Édition précédente Édition suivante
L'Indian Super League 2021-2022 est la 8e saison de l'Indian Super League, le championnat professionnel de football d'Inde. Comme la saison précédente, elle est composée de onze équipes.
Jamshedpur FC termine premier de la saison régulière et remporte le titre de champion.
Le Hyderabad FC, deuxième de la saison régulière, remporte la finale contre Kerala Blasters FC et empoche son premier titre de vainqueur de l'Indian Super League Cup.

## Déroulement de la saison
En raison de la pandémie de Covid-19, tous les matchs se jouent à Goa dans trois stades, le Fatorda Stadium, le GMC Athletic Stadium et le Tilak Maidan Stadium.

## Participants
| \| ATK East Bengal Bengaluru FC Chennaiyin FC FC Goa Jamshedpur FC Kerala Blasters FC Mumbai City FC NorthEast United FC Hyderabad FC Odisha FC \| Localisation des clubs de l'Indian Super League 2021-2022 |
| ATK East Bengal Bengaluru FC Chennaiyin FC FC Goa Jamshedpur FC Kerala Blasters FC Mumbai City FC NorthEast United FC Hyderabad FC Odisha FC                                                                 |

## Saison régulière
| \| Rang \| Équipe \| Pts \| J \| G \| N \| P \| Bp \| Bc \| Diff \| \| ---- \| ------------------- \| --- \| -- \| -- \| - \| -- \| -- \| -- \| ---- \| \| 1 \| Jamshedpur FC \| 43 \| 20 \| 13 \| 4 \| 3 \| 42 \| 21 \| +21 \| \| 2 \| Hyderabad FC \| 38 \| 20 \| 11 \| 5 \| 4 \| 43 \| 23 \| +20 \| \| 3 \| ATK Mohun Bagan \| 37 \| 20 \| 10 \| 7 \| 3 \| 37 \| 26 \| +11 \| \| 4 \| Kerala Blasters FC \| 34 \| 20 \| 9 \| 7 \| 4 \| 34 \| 24 \| +10 \| \| 5 \| Mumbai City FC \| 31 \| 20 \| 9 \| 4 \| 7 \| 36 \| 31 \| +5 \| \| 6 \| Bengaluru FC \| 29 \| 20 \| 8 \| 5 \| 7 \| 32 \| 27 \| +5 \| \| 7 \| Odisha FC \| 23 \| 20 \| 6 \| 5 \| 9 \| 31 \| 43 \| -12 \| \| 8 \| Chennaiyin FC \| 20 \| 20 \| 5 \| 5 \| 10 \| 17 \| 35 \| -18 \| \| 9 \| FC Goa \| 19 \| 20 \| 4 \| 7 \| 9 \| 29 \| 35 \| -6 \| \| 10 \| NorthEast United FC \| 14 \| 20 \| 3 \| 5 \| 12 \| 25 \| 43 \| -18 \| \| 11 \| SC East Bengal \| 11 \| 20 \| 1 \| 8 \| 11 \| 18 \| 36 \| -18 \| | - Franchise qualifiée pour les séries éliminatoires |     |    |    |   |    |    |    |      |
| Rang | Équipe                                              | Pts | J  | G  | N | P  | Bp | Bc | Diff |
| 1 | Jamshedpur FC                                       | 43  | 20 | 13 | 4 | 3  | 42 | 21 | +21  |
| 2 | Hyderabad FC                                        | 38  | 20 | 11 | 5 | 4  | 43 | 23 | +20  |
| 3 | ATK Mohun Bagan                                     | 37  | 20 | 10 | 7 | 3  | 37 | 26 | +11  |
| 4 | Kerala Blasters FC                                  | 34  | 20 | 9  | 7 | 4  | 34 | 24 | +10  |
| 5 | Mumbai City FC                                      | 31  | 20 | 9  | 4 | 7  | 36 | 31 | +5   |
| 6 | Bengaluru FC                                        | 29  | 20 | 8  | 5 | 7  | 32 | 27 | +5   |
| 7 | Odisha FC                                           | 23  | 20 | 6  | 5 | 9  | 31 | 43 | -12  |
| 8 | Chennaiyin FC                                       | 20  | 20 | 5  | 5 | 10 | 17 | 35 | -18  |
| 9 | FC Goa                                              | 19  | 20 | 4  | 7 | 9  | 29 | 35 | -6   |
| 10 | NorthEast United FC                                 | 14  | 20 | 3  | 5 | 12 | 25 | 43 | -18  |
| 11 | SC East Bengal                                      | 11  | 20 | 1  | 8 | 11 | 18 | 36 | -18  |

- Jamshedpur FC est qualifié pour la Ligue des champions de l'AFC 2023.
- Le deuxième, Hyderabad FC se qualifie pour le tour de qualification de la Coupe de l'AFC 2023.

## Séries éliminatoires

### Règlement
Les demi-finales se déroulent par match aller-retour, avec le match retour chez l'équipe la mieux classée. La règle du but à l'extérieur est introduite. Ainsi, en cas d'égalité de buts à l'issue des deux matchs, l'équipe qui aura inscrit le plus de buts à l'extérieur se qualifie. Sinon, une prolongation de deux périodes de 15 minutes a alors lieu pour départager les équipes. Quel que soit le nombre de buts inscrits en prolongation, si les deux équipes restent à égalité, une séance de tirs au but a lieu.
La finale se déroule en un seul match, avec prolongations et tirs au but pour départager si nécessaire les équipes.

### Tableau
|  | Demi-finales       | Demi-finales       | Demi-finales | Demi-finales |                    |                    | Finale    | Finale    | Finale    | Finale    |
|  |                    |                    |              |              |                    |                    |           |           |           |           |
|  | mars 2022          | mars 2022          | mars 2022    | mars 2022    |                    |                    | mars 2022 | mars 2022 | mars 2022 | mars 2022 |
|  | Jamshedpur FC      | Jamshedpur FC      | 0            | 1            |                    |                    | mars 2022 | mars 2022 | mars 2022 | mars 2022 |
|  | Jamshedpur FC      | Jamshedpur FC      | 0            | 1            |                    |                    | mars 2022 | mars 2022 | mars 2022 | mars 2022 |
|  | Kerala Blasters FC | Kerala Blasters FC | 1            | 1            |                    |                    | mars 2022 | mars 2022 | mars 2022 | mars 2022 |
|  | Kerala Blasters FC | Kerala Blasters FC | 1            | 1            | Kerala Blasters FC | Kerala Blasters FC | 1         | (1)       |           |           |
|  | mars 2022          |                    |              |              | Kerala Blasters FC | Kerala Blasters FC | 1         | (1)       |           |           |
|  |                    |                    | Hyderabad FC | Hyderabad FC | 1                  | (3)                |           |           |           |           |
|  | Hyderabad FC       | Hyderabad FC       | Hyderabad FC | Hyderabad FC | 1                  | (3)                | 3         | 0         |           |           |
|  | Hyderabad FC       | Hyderabad FC       |              |              |                    |                    |           | 0         |           |           |
|  | ATK Mohun Bagan    | ATK Mohun Bagan    | 1            | 1            |                    |                    |           |           |           |           |
|  | ATK Mohun Bagan    | ATK Mohun Bagan    | 1            | 1            |                    |                    |           |           |           |           |

- Hyderabad FC gagne son premier titre de l'ISL Cup en battant Kerala Blasters FC aux tirs au but, 3 à 1.